# Пітер Лорд
Сер Пітер Лорд (англ. Peter Lord; * 1 січня 1953, Бристоль, Велика Британія) — британський аніматор. Один з засновників анімаційної студії Aardman Animations. Командор Ордена Британської Імперії (2006).
Свою кар'єру в кіно почав у віці 47 років режисером у пластиліновому анімаційному фільмі «Втеча з курника» (2000).